# Wirtschaftsuniversität Wien
Wirtschaftsuniversität Wien (WU Wien) eller Handelshøjskolen i Wien er det største universitet i Europa, der har fokus på erhverv og økonomi og en af de største universiteter i Østrig målt på antal af studerende. 

## Historie
WU Wien blev grundlagt d. 1. oktober 1898 som k.u.k. Exportakademie for at tilbyde professionel øvelse for fremtidige erhvervsmænd og derved stimulere den østrig-ungarske økonomi. Fra den noget ydmyge begyndelse voksede skolen hurtigt til en af de vigtigste institutioner, som fik status som Hochschule (en uddannelsesinstitution lig et universitet specialiseret inden for et bestemt felt fx  teknologi, økonomi eller kunst) i 1919. På det tidspunkt blev skolen omdøbt til  Hochschule für Welthandel.